# Nigel Sitwell
Nigel Degge Wilmot Sitwell (* 23. August 1935 in Gosport, Hampshire; † 31. März 2017 in Chichester, West Sussex) war ein britischer Naturschützer, Geschäftsmann, Herausgeber und Autor, der auf Wildtiere und Reisen spezialisiert war. Er unternahm Reisen in nahezu 100 Länder und Regionen der Erde, darunter die Antarktis, Tibet, Ostafrika und Ostasien. Ferner war er für 17 Jahre Herausgeber des WWF-Magazins Wildlife.

## Leben
Nach der Absolvierung der Sherborne School im Jahr 1953 ging Sitwell nach Kanada, wo er von 1958 bis 1961 als Finanzjournalist für die Montreal Gazette tätig war. 1964 wurde er Redaktionsmitglied der maroden Zeitschrift Animals, die 1963 als redaktionelles Sprachrohr des WWF gegründet wurde. Sitwell kaufte die Zeitschrift und verlegte sie ab Januar 1967 als monatlich erscheinendes Magazin neu. Im Mai 1974 wurde der Titel in Wildlife geändert, um eine größere Bandbreite von Themen zu präsentieren. Mehrere bekannte Artenschützer konnten als Autoren gewonnen werden, darunter Peter Jackson, Malcolm Penny, Sir Peter Scott, Sir Guy Mountfort, Nicole Duplaix oder Janet Barber. 1983 wurde die Zeitschrift in BBC Wildlife umbenannt. Im Jahr 2000 rief Sitwell das neue Projekt Ocean Explorer ins Leben, bei dem er reich illustrierte Landkarten aus den unterschiedlichsten Regionen der Erde, darunter die Antarktis, Spitzbergen, Südgeorgien, Alaska, Südamerika, die Falklandinseln, die Karibik, die Galapagosinseln, die Mittelmeerinseln und Grönland, veröffentlichte. Diese detailliert gestalteten Landkarten richten sich vornehmlich an Kreuzfahrtpassagiere und beinhalten Informationen über die Tierwelt, Landschaften, Sehenswürdigkeiten und bekannte Forscher. In Zusammenarbeit mit Lars-Eric Lindblad entwickelte Sitwell 1993 das Antarctica Program der Reederei Orient Lines, bei dem er für vierzehn Saisons Expeditionsleiter auf Kreuzfahrtschiffen wie der Professor Khromov, der Alla Tarasova, der Ocean Princess und der Marco Polo war. Diese Kreuzfahrten gingen nicht nur in die Antarktis, sondern auch auf die Falklandinseln, Südgeorgien und ins Rossmeer.
Sitwell bereiste häufig die Galapagosinseln. Nach seinem ersten Besuch im Jahr 1967 besuchte er die Inseln noch weitere 50 Mal. 1995 gehörte er zu den Gründungstreuhändern des Galapagos Conservation Trust und von 1997 bis 2006 fungierte er als Vorsitzender dieser Organisation.
Als Mitglied des WWF war Sitwell als Informationsdirektor der britischen Sektion tätig. Ferner war er Gremiumsmitglied der Zoological Society of London und Treuhänder von Survival International, wo er von 1996 bis 1997 die Wohltätigkeitsstiftung leitete. Für seine Verdienste im Naturschutzbereich wurde er von Prinz Bernhard der Niederlande mit dem Orden der Goldenen Arche ausgezeichnet.
Sitwell war Mitglied der United Kingdom Independence Party. 2005, 2009 und 2013 trat er für den Distrikt Chichester-Süd bei den Stadtratswahlen in West Sussex an.

## Werke (Auswahl)
- Happy The Man. Episodes in an Exciting Life, 1967 (mit Sir Peter Scott)
- Animal Life '73: the World Conservation Yearbook, 1973 (deutsch: Wildlife '73 – Gefährdete Tiere und Pflanzen der Wildnis, 1973 im Südwest-Verlag)
- An Artist in Africa, 1973 (mit David Shepherd)
- Wild Life Today: World Conservation Handbook, 1974
- Wildlife '74, the World Conservation Yearbook, 1974
- Wildlife '75, the World Conservation Yearbook, 1975
- Wild Life Now, 1976
- Wildlife '76, the World Conservation Yearbook, 1976 (deutsch: Wildlife – Gefährdete Tiere und Pflanzen der Wildnis, 1977 im Südwest-Verlag)
- The World of Wild Life, 1977
- Wildlife '77, the World Conservation Yearbook, 1977
- Wildlife '78, the World Conservation Yearbook, 1978
- Wildlife '79, 1979
- Wildlife '80, the World Conservation Yearbook, 1980
- A Field Guide to the British Countryside, 1981
- Wildlife '81, the World Conservation Yearbook, 1981
- Wildlife & Nature Photography, 1981
- Wildlife '82/ '83, 1983
- Wildlife '84, the World Conservation Yearbook, 1984
- Shell Guide to Britain's Threatened Wild Life, 1984
- Safari: The East African Diaries of a Wildlife Photographer, 1984 (mit Günter Ziesler und Angelika Hofer)
- Antarctic Primer, 1997
- Antarctica: The Reader, 2006, ISBN 978-9221156390
- Galapagos: A Guide to the Animals and Plants, 2011